# Госциці
Госциці (пол. Gościce, нім. Gostitz) — село в Польщі, у гміні Пачкув Ниського повіту Опольського воєводства. Населення — 460 осіб (2011).

## Демографія
Демографічна структура станом на 31 березня 2011 року:
|          | Загалом | Допрацездатний вік | Працездатний вік | Постпрацездатний вік |
| -------- | ------- | ------------------ | ---------------- | -------------------- |
| Чоловіки | 242     | 54                 | 174              | 14                   |
| Жінки    | 218     | 42                 | 138              | 38                   |
| Разом    | 460     | 96                 | 312              | 52                   |